# Révay Kálmán
Révay Kálmán (Dunaharaszti, 1911. július 16. − Budapest, 1950. augusztus 19.) magyar katonatiszt, vezérőrnagy, festőművész. 1947-1949-ben a Honvéd Kossuth Akadémia parancsnoka, majd a Honvéd Páncélos Csapatok Parancsnoka volt. Az 1950-ben lefolytatott Sólyom-per III. rendű vádlottjaként koncepciós eljárásban halálra ítélték és kivégezték.

## Fiatalsága
Dr. Révay Bódog törvényszéki bíró és Jellinek Aglája gyermekeként született, római katolikus családban. Édesanyja zsidó származású volt, de katolikus hitre tért. A középiskola hét osztályát a budapesti piarista gimnáziumban végezte el, a VIII. osztályt azonban az Egyetemi Katolikus Gimnáziumban, itt is érettségizett 1929-ben, jó eredménnyel. 1927 júliusában Dunaharasztinál megmentette a Dunában fuldokló Kálmán Jenő író életét. Hősies cselekedetéért Horthy Miklós kormányzó Magyar Bronz Érdeméremmel tüntette ki.

## Katonai pályafutása
1930-ban felvételt nyert a Ludovika Akadémiára. Ennek elvégzése után, 1934. augusztus 20-án avatták huszár hadnaggyá. Első szolgálati helye a m. kir. 1. honvéd huszárezred volt. 1938 november 1-el főhadnaggyá léptették elő. 1941-től a pécsváradi 32. kiegészítő kirendeltségen volt lónyilvántartó tiszt. Innen Szabadkára, az 1. huszárezred állományába vezényelték, majd századosi előléptetése után, 1942. október 1-től a m. kir. 2. huszárezredhez helyezték át. 1944-ben származási okok miatt nem vonult el alakulatával a hadszíntérre, más forrás szerint már a német megszállás után nyugdíjazását kérte. Bekapcsolódott a katonai ellenállásba, ám 1944. november 22-én Tartsay Vilmos százados lakásán őt is letartóztatták a mozgalom többi vezetőjével együtt. A Kiss János és társai per IV. rendű vádlottjaként a hadbíróság első fokon halálra, 1944. december 7-én másodfokon 10 év fegyházbüntetésre ítélte. Előbb a sopronkőhidai fegyházba szállították, majd onnan 1945 márciusában tovább vitték Bajorországba.
Kiszabadulása után, 1945. június 21-én visszatért Magyarországra, őrnaggyá léptették elő és Vörös János honvédelmi miniszter parancsőrtisztjeként szolgált. Tagja lett az MKP katonai bizottságának. 1946. október 1-től a Honvédelmi Minisztérium Kiképzési Osztályán szolgált, majd 1947. október 1-től a Honvéd Kossuth Akadémia parancsnokává nevezték ki. 1949. június 9-től a Páncélos Csapatok Szemlélőjévé nevezték ki, majd a Honvéd Páncélos Csapatok Parancsnoka lett. 1949. szeptember 24-én ő vezényelte a Margit körúti katonai fogház udvarán Pálffy György altábornagy és a vele együtt halálra ítélt Korondi Béla, Horváth Ottó és Németh Dezső kivégzését.
1950. május 20-án Révay Kálmánt az Államvédelmi Hatóság letartóztatta. A Sólyom László altábornagy és társai ellen folytatott koncepciós per III. rendű vádlottjaként állt bíróság elé. A dr. Jávor Iván hadbíró ezredes vezette hadbíróság 12 vádlottat folytatólagosan elkövetett, a demokratikus államrend és a demokratikus köztársaság megdöntésérése irányuló szervezkedés vezetésének bűntette, valamint folytatólagosan elkövetett hűtlenség vádjával kötél általi halálra ítélt. Másodfokon a 12 halálra ítélt közül öt fő büntetését életfogytiglani börtönbüntetésre mérsékelték. Sólyom Lászlót, Révay Kálmánt, Beleznay Istvánt, Merényi Gusztávot, Pórffy Györgyöt, Illy Gusztávot és Lőrincz Sándort 1950. augusztus 19-én hajnalban a Margit körúti Katonai Törvényszék és Börtön udvarán kivégezték.

## Halála után
1954-ben a Katonai Felsőbíróság perújrafelvételt rendelt el a Sólyom-perben. Az eljárás során a vádlottakat a demokratikus államrend és köztársaság megdöntésére irányuló szervezkedés bűntettének vádja alól – bűncselekmény hiányában – felmentették. Az új eljárásban azonban új vádak is megfogalmazódtak, Sólyom Lászlót és társait ezúttal szolgálati hatalommal való visszaéléssel, szolgálati titok megsértésével, háborús és népellenes bűntettekkel vádolták meg. Révay Kálmán a vád szerint a Kossuth Akadémia parancsnokaként hátráltatta a munkásszármazású növendékek fejlődését, helyettük "régi" tisztek előmenetelét segítette elő, illetve védte őket a hadseregből való elbocsájtástól. Következő beosztásában, a páncélos csapatok parancsnokaként kiadott helytelen utasításai miatt számos harckocsi megrongálódott, illetve tönkrement. A bűnvádi eljárást végül "büntethetőséget kizáró ok" miatt megszüntették, tekintve hogy a vádlottakon korábban már végrehajtották a halálos ítéletet.
Sólymot, Révayt és a per kapcsán kivégzett többi tisztet 1956. október 13-án a Farkasréti Temetőben katonai tiszteletadással helyezték örök nyugalomra, de a ceremónia a nyilvánosság kizárásával zajlott le.
1990-ben a Legfelsőbb Bíróság felülvizsgálta az ítéleteket, és azokat törvénysértő voltuk miatt hatályon kívül helyezte. Révay Kálmán és társai rendfokozatát a köztársasági elnök helyreállította. 2007. október 13-án a honvédelmi miniszter előterjesztésen nyomán Sólyom László köztársasági elnök a kivégzett tábornokokat posztumusz előléptette, Révay Kálmánt altábornagyi rendfokozatba.

## Magánélete
Révay Kálmán tehetségesen rajzolt és festett. Képeiből 1934-ben kiállítást rendeztek a Ludovika Akadémián. 1935-ben egy vallásos témájú festményt adományozott a budapesti helyőrségi templomnak. Sopronkőhidai fogsága idején számos humoros rajzott készített a börtönről, a rabtársakról és az őrszemélyzetről. A 111 rajz rövid írásokkal kiegészítve 1946-ban jelent meg nyomtatásban.
1937-ben feleségül vette capatani Lászlóffy Ágnes (1912-1977) operaénekesnőt. Férjéhez hasonlóan ő is igen tehetségesen festett, 1947-től a Fővárosi Képtár igazgatóhelyettese volt. Révay kivégzése után internálták, később sálfestőként dolgozott. 1956 után festményrestaurátorként alkalmazták a Magyar Nemzeti Galériában, később a restaurátori osztályt vezette.

## Előmenetele
- hadnagy (1934. augusztus 20.)
- főhadnagy (1938. november 1.)
- százados (1942. április 1.)
- honvéd (1945. január 18.) A hadbíróság megfosztotta rendfokozatától.
- őrnagy (1945. június 21.)
- alezredes (1945. augusztus 1.)
- ezredes (1946. március 1.)
- vezérőrnagy (1948. augusztus 19.)
- altábornagy (2007. október 13.), posztumusz előléptetés

## Kitüntetései
- Magyar Bronz Érdemérem (1927)
- Felvidéki Emlékérem (1939)
- Erdélyi Emlékérem (1941)
- Vatikáni Pro Ecclesia et Pontifice érdemkereszt (?)

1945 után
- Magyar Köztársasági Érdemrend tisztikeresztje (1948.02.12.)
- Magyar Szabadság Érdemrend ezüst fokozata (1948)
- 48-as Díszérem (1948)

## Művei
Könyvek:
- Sopronkőhida 1944-1945. 111 vázlat. Budapest, Új Idők Irodalmi Intézet R. T,  (Singer és Wolfner), 1946
- A szabadság négy vértanuja : 1944 december. Budapest, Szikra, 1947

Festmények:
- Falkavadászat (1941) Magyar Nemzeti Galéria
- Akadályt ugrató lovas (1942) Nádasdy Ferenc Múzeum, Sárvár
- Árpád fejedelem (1943) Nádasdy Ferenc Múzeum, Sárvár